# Åsgårdstrands kommun
Åsgårdstrands kommun (norska: Åsgårdstrand kommune) var en kommun (stadskommun, norska: bykommune) i Vestfold fylke i sydöstra Norge. Kommunen omfattade staden Åsgårdstrand som samtidigt utgjorde kommunens centralort.

## Administrativ historik
Åsgårdstrands kommun upprättades den 1 januari 1838 (som Aasgaardstrand formannskapsdistrikt) när Formannskapslovene från 1837 trädde i kraft. 
Den 1 januari 1965 gick kommunen upp i Borre kommun. Kommunens hade då 488 invånare.

## Kommunvapen
Kommunvapnet fastställdes av bystyret (stadsfullmäktige) den 19 mars 1950.